# Bikkelspel

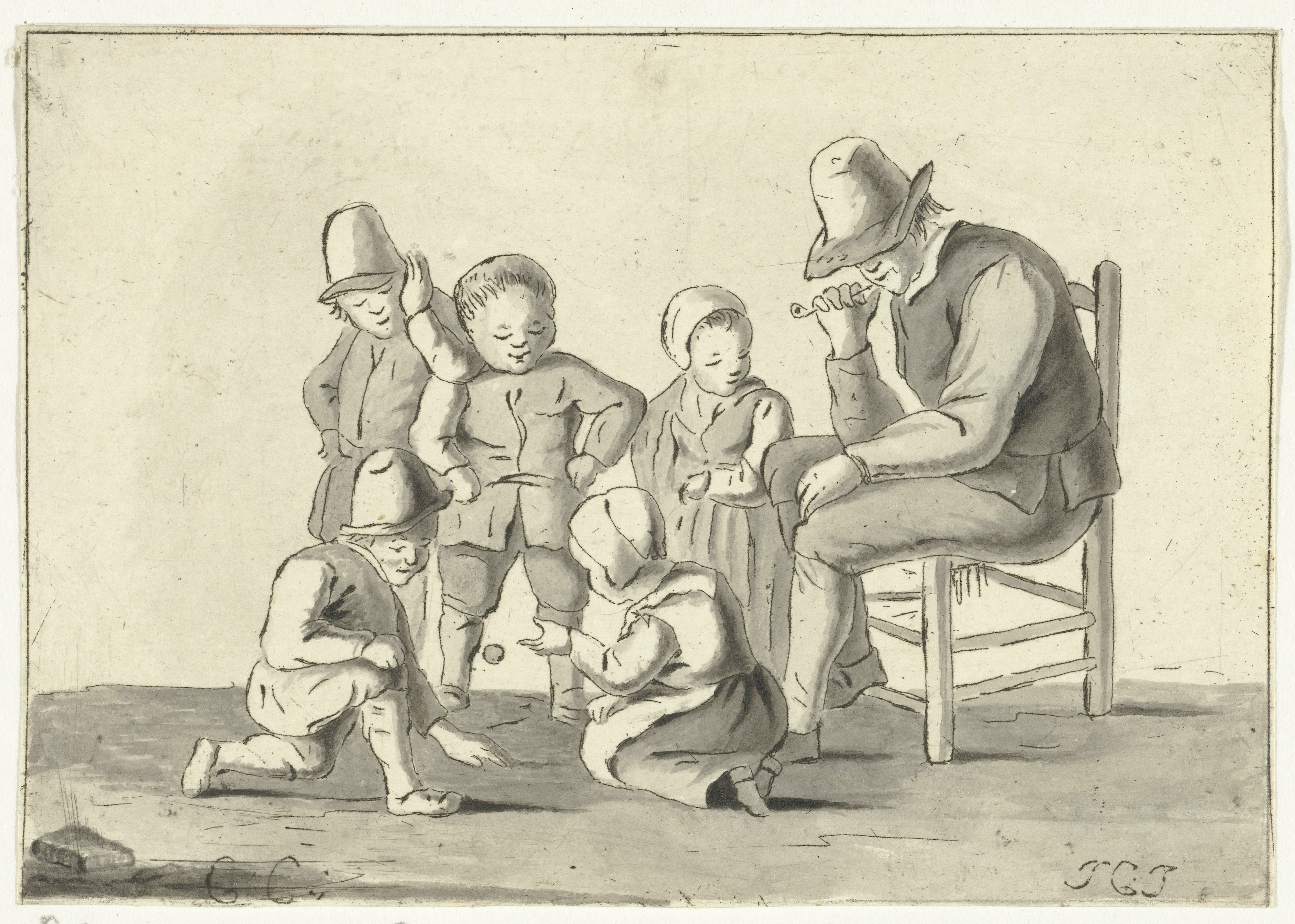
Bikkelende kinderen

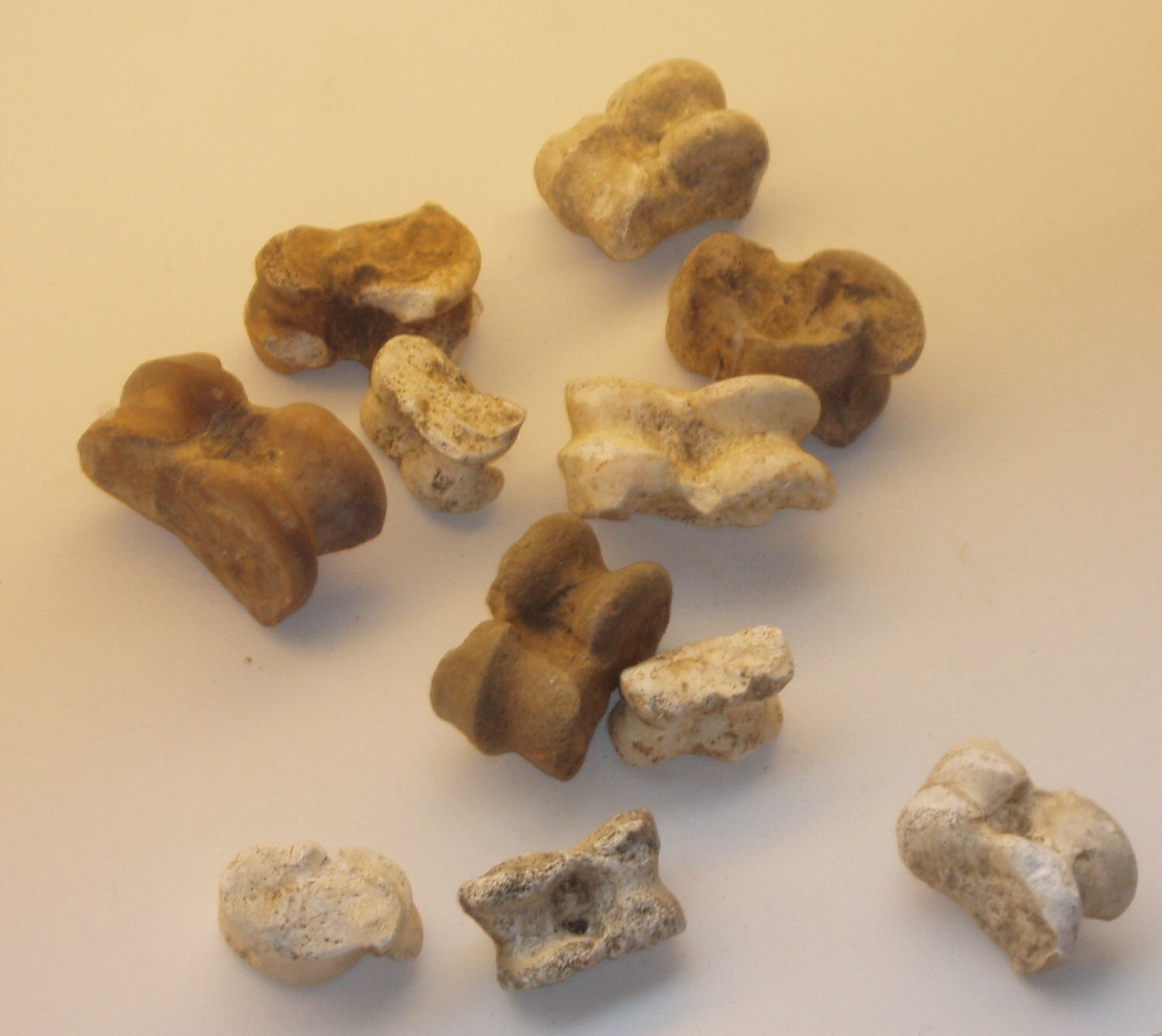
Astragaloi; bikkels

Het bikkelspel  is een spel dat gespeeld wordt met kleine klompjes hard materiaal (meestal bot of metaal). De klompjes worden bikkels genoemd. Van oorsprong werden hiervoor exemplaren van het sprongbeen (talus, onderdeel van enkelgewricht) van een schaap gebruikt. Het spelen met bikkels wordt bikkelen of pekkelen genoemd.
Het spel vereist voornamelijk handvaardigheid. De bikkels worden in de hand genomen, opgegooid en weer opgevangen. Daarbij moet een bepaalde volgorde in het aantal bikkels dat opgegooid wordt worden aangehouden. Met name het opvangen van de bikkels op de bovenkant van de hand vergt enige bedrevenheid.